# Saint-Dolay
Saint-Dolay ([sɛ̃ dɔlɛ]) est une commune française située dans le département du Morbihan, en région Bretagne.

## Toponymie
Le nom de la localité est mentionné est attesté sous la forme latine Santus Aelwodus en 916.
Ce toponyme dérive de anthroponyme saint Ethelwold, abbé de Lindisfarne (Angleterre) et mort en 740.
Saint-Dolay, Sint Dolaï en gallo, Sant-Aelwez en breton.

## Géographie

### Localisation
Saint-Dolay est située sur la rive gauche (en l’occurrence, au sud) de la Vilaine, à la limite du département de la Loire-Atlantique, à 12 km au sud de Redon (Ille-et-Vilaine).
Saint-Dolay est bordée des communes de Théhillac et de Nivillac qui appartiennent au canton de La Roche-Bernard, de Sévérac et Missillac qui appartiennent à la Loire-Atlantique, et de Rieux, Béganne et Allaire qui sont séparées de la commune de Saint-Dolay par le fleuve la Vilaine.
On y compte environ 2 300 habitants.
Selon le classement établi par l'Insee en 1999, Saint-Dolay est une commune rurale multipolarisée, notamment par l’aire urbaine de Redon, et qui fait partie de l’espace urbain de Nantes-Saint-Nazaire (cf. liste des communes de la Loire-Atlantique).

### Hydrographie
Pour un article plus général, voir Réseau hydrographique du Morbihan.
La commune est située dans le bassin Loire-Bretagne. Elle est drainée par la Vilaine, le Petit Canal, la Chauvelière, le Moulin de Sainte Anne, le ruisseau du Gué aux Biches, le ruisseau du Roho, l'étier des Grands Prés, l'étier du Clos Rio, l'étier Français, l'étier Marguerite, l'étier Neuf et divers autres petits cours d'eau,.
La Vilaine, d'une longueur de 218 km, prend sa source dans la commune de Juvigné et se jette  dans l'Océan Atlantique à Camoël, après avoir traversé 56 communes. 

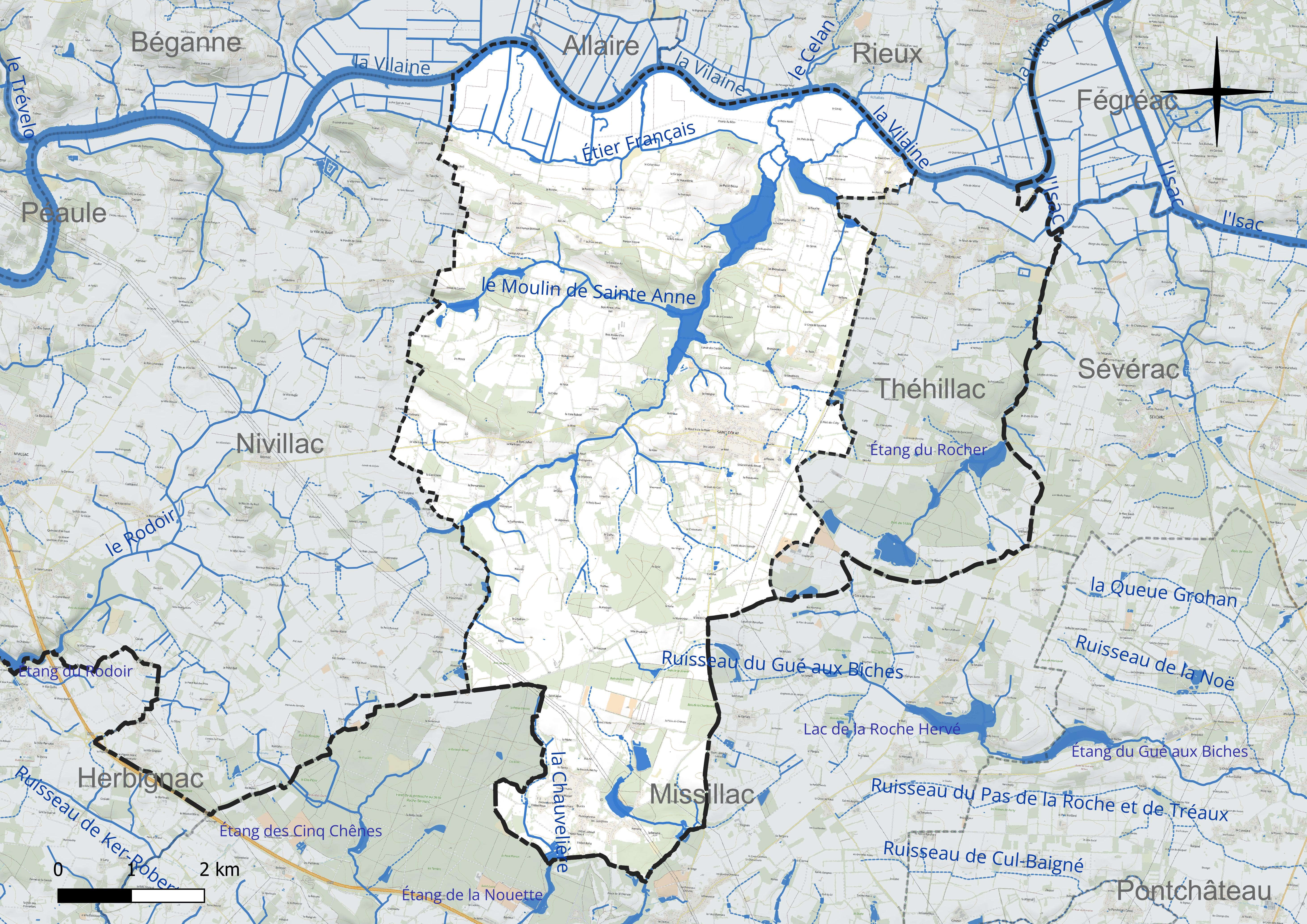
Réseau hydrographique de Saint-Dolay.

Un plan d'eau complète le réseau hydrographique : l'étang de Kernevy (8,14 ha),.

### Climat
Pour des articles plus généraux, voir Climat de la Bretagne et Climat du Morbihan.
En 2010, le climat de la commune est de type climat océanique franc, selon une étude du CNRS s'appuyant sur une série de données couvrant la période 1971-2000. En 2020, Météo-France publie une typologie des climats de la France métropolitaine dans laquelle la commune est exposée à un climat océanique et est dans la région climatique  Bretagne orientale et méridionale, Pays nantais, Vendée, caractérisée par une faible pluviométrie en été et une bonne insolation. Parallèlement l'observatoire de l'environnement en Bretagne publie en 2020 un zonage climatique de la région Bretagne, s'appuyant sur des données de Météo-France de 2009. La commune est, selon ce zonage, dans la zone « Sud Est », avec des étés relativement chauds et ensoleillés.  
Pour la période 1971-2000, la température annuelle moyenne est de 11,9 °C, avec une amplitude thermique annuelle de 12,8 °C. Le cumul annuel moyen de précipitations est de 808 mm, avec 12,8 jours de précipitations en janvier et 6 jours en juillet. Pour la période 1991-2020, la température moyenne annuelle observée sur la station météorologique la plus proche, située sur la commune de Saint-Jacut-les-Pins à 16 km à vol d'oiseau, est de 12,4 °C et le cumul annuel moyen de précipitations est de 947,8 mm,. Pour l'avenir, les paramètres climatiques de la commune estimés pour 2050 selon différents scénarios d’émission de gaz à effet de serre sont consultables sur un site dédié publié par Météo-France en novembre 2022.

## Urbanisme

### Typologie
Au 1er janvier 2024, Saint-Dolay est catégorisée commune rurale à habitat dispersé, selon la nouvelle grille communale de densité à sept niveaux définie par l'Insee en 2022.
Elle est située hors unité urbaine et hors attraction des villes,.

### Occupation des sols
L'occupation des sols de la commune, telle qu'elle ressort de la base de données européenne d’occupation biophysique des sols Corine Land Cover (CLC), est marquée par l'importance des territoires agricoles (74 % en 2018), en diminution par rapport à 1990 (77,2 %). La répartition détaillée en 2018 est la suivante :
terres arables (45,5 %), forêts (17,9 %), zones agricoles hétérogènes (15,4 %), prairies (13,1 %), zones urbanisées (3,8 %), zones humides intérieures (1,9 %), eaux continentales (1,4 %), milieux à végétation arbustive et/ou herbacée (0,9 %). L'évolution de l’occupation des sols de la commune et de ses infrastructures peut être observée sur les différentes représentations cartographiques du territoire : la carte de Cassini (XVIIIe siècle), la carte d'état-major (1820-1866) et les cartes ou photos aériennes de l'IGN pour la période actuelle (1950 à aujourd'hui).

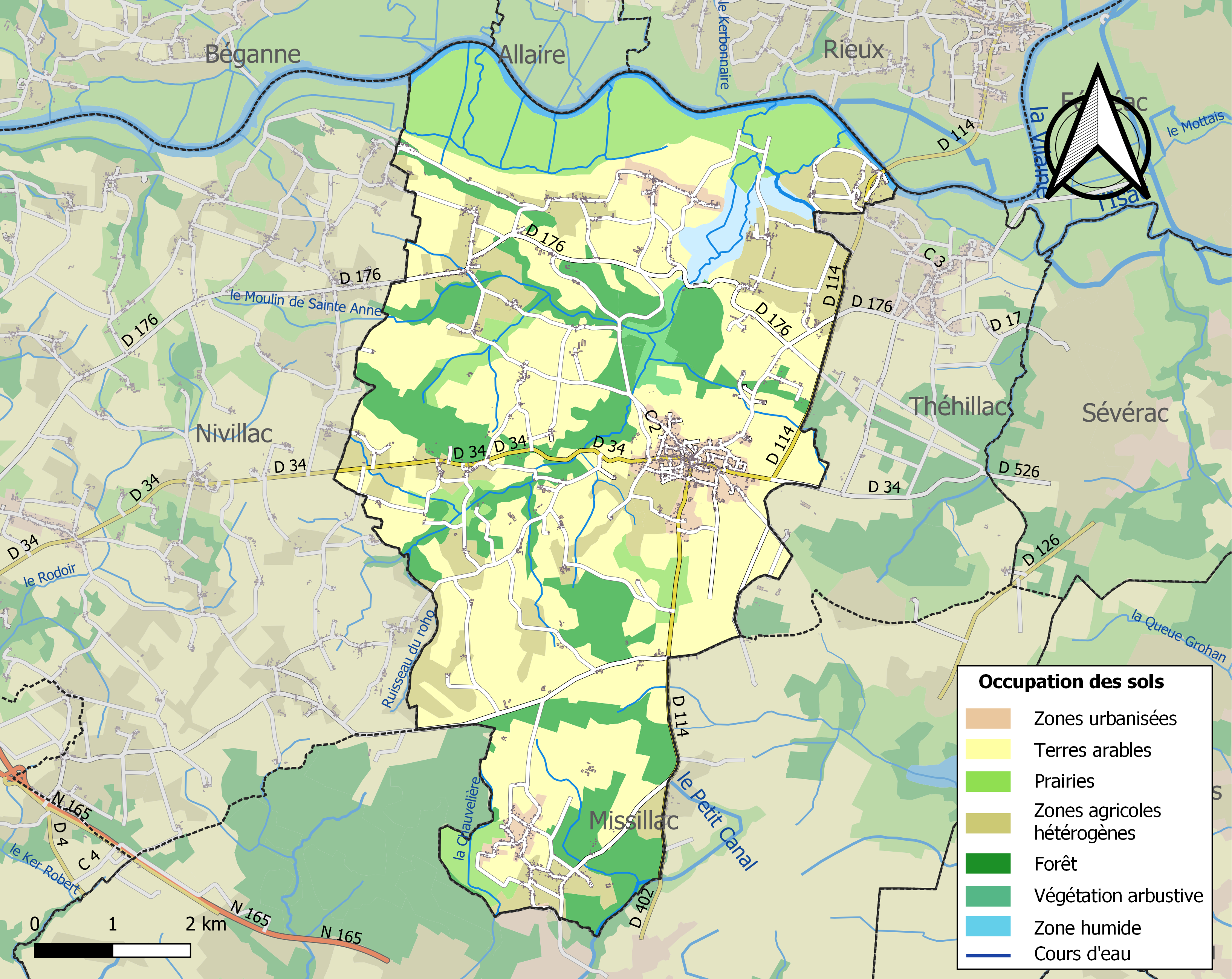
Carte des infrastructures et de l'occupation des sols de la commune en 2018 (CLC).

## Politique et administration
| Période                                  | Période        | Identité                | Étiquette | Qualité |
| ---------------------------------------- | -------------- | ----------------------- | --------- | --- |
| Les données manquantes sont à compléter. |                |                         |           | |
| ?                                        | ?              | Pierre Leclève          |           | Réélu en 1925, 1929 et 1935                                                                                   |
| Les données manquantes sont à compléter. |                |                         |           | |
| 1950                                     | mars 1971      | Hervé Levesque du Rostu |           | |
| mars 1971                                | mars 1983      | Henri Robert            |           | Directeur d'école Réélu en 1977                                                                               |
| mars 1983                                | juin 1995      | Jeanne Perrais          |           | Réélue en 1989                                                                                                |
| juin 1995                                | 3 juillet 2020 | Joël Bourrigaud         | DVG       | Responsable de coopérative agricole retraité 4e vice-président d'Arc Sud Bretagne Réélu en 2001, 2008 et 2014 |
| 3 juillet 2020                           | En cours       | Patrick Géraud          | DVG       | Agriculteur retraité                                                                                          |

## Démographie
L'évolution du nombre d'habitants est connue à travers les recensements de la population effectués dans la commune depuis 1793. Pour les communes de moins de 10 000 habitants, une enquête de recensement portant sur toute la population est réalisée tous les cinq ans, les populations de référence des années intermédiaires étant quant à elles estimées par interpolation ou extrapolation. Pour la commune, le premier recensement exhaustif entrant dans le cadre du nouveau dispositif a été réalisé en 2006.

En 2022, la commune comptait 2 636 habitants, en évolution de +6,94 % par rapport à 2016 (Morbihan : +3,82 %, France hors Mayotte : +2,11 %).
| 1793  | 1800  | 1806  | 1821  | 1831  | 1836  | 1841  | 1846  | 1851  |
| ----- | ----- | ----- | ----- | ----- | ----- | ----- | ----- | ----- |
| 2 100 | 1 820 | 1 909 | 1 954 | 1 982 | 2 182 | 2 200 | 2 308 | 2 283 |

| 1856  | 1861  | 1866  | 1872  | 1876  | 1881  | 1886  | 1891  | 1896  |
| ----- | ----- | ----- | ----- | ----- | ----- | ----- | ----- | ----- |
| 2 420 | 2 394 | 2 537 | 2 698 | 2 657 | 2 792 | 2 831 | 2 825 | 2 897 |

| 1901  | 1906  | 1911  | 1921  | 1926  | 1931  | 1936  | 1946  | 1954  |
| ----- | ----- | ----- | ----- | ----- | ----- | ----- | ----- | ----- |
| 2 823 | 2 889 | 2 786 | 2 573 | 2 524 | 2 415 | 2 341 | 2 168 | 2 165 |

| 1962  | 1968  | 1975  | 1982  | 1990  | 1999  | 2006  | 2011  | 2016  |
| ----- | ----- | ----- | ----- | ----- | ----- | ----- | ----- | ----- |
| 2 154 | 2 085 | 2 057 | 2 147 | 2 113 | 1 977 | 2 107 | 2 357 | 2 465 |

| 2021  | 2022  | - | - | - | - | - | - | - |
| ----- | ----- | - | - | - | - | - | - | - |
| 2 603 | 2 636 | - | - | - | - | - | - | - |

## Culture et patrimoine

### Lieux et monuments
- La tour de la Fresnay est un vestige d'un ancien château féodal. Un siège en granit appelé « siège du couturier » est visible à côté de la tour. La légende raconte qu'un homme ayant été choisi par un seigneur afin de surveiller et prévenir les agressions, cousait toute la journée.
- Lieu-dit Sainte-Anne : chapelle Sainte-Anne, fontaine, croix et four à pain, du XVIe siècle.
- Château de Cadouzan: Sur les bases d'une ancienne place forte, déjà mentionnée en 1280, la construction du château de Cadouzan se fait par étapes qui couvrent trois périodes distinctes. Au XVe siècle sont érigés les tours des portes d'entrée, le puits et une chapelle ; l'habitation principale est datée du XVIe siècle, tandis que l'aile nord vient compléter l'ensemble au XIXe siècle. En 1944, pendant la « poche » de Saint-Nazaire, les Allemands y installent leur quartier général.
- Église de l'Immaculée-Conception.

Lieu-dit Sainte-Anne
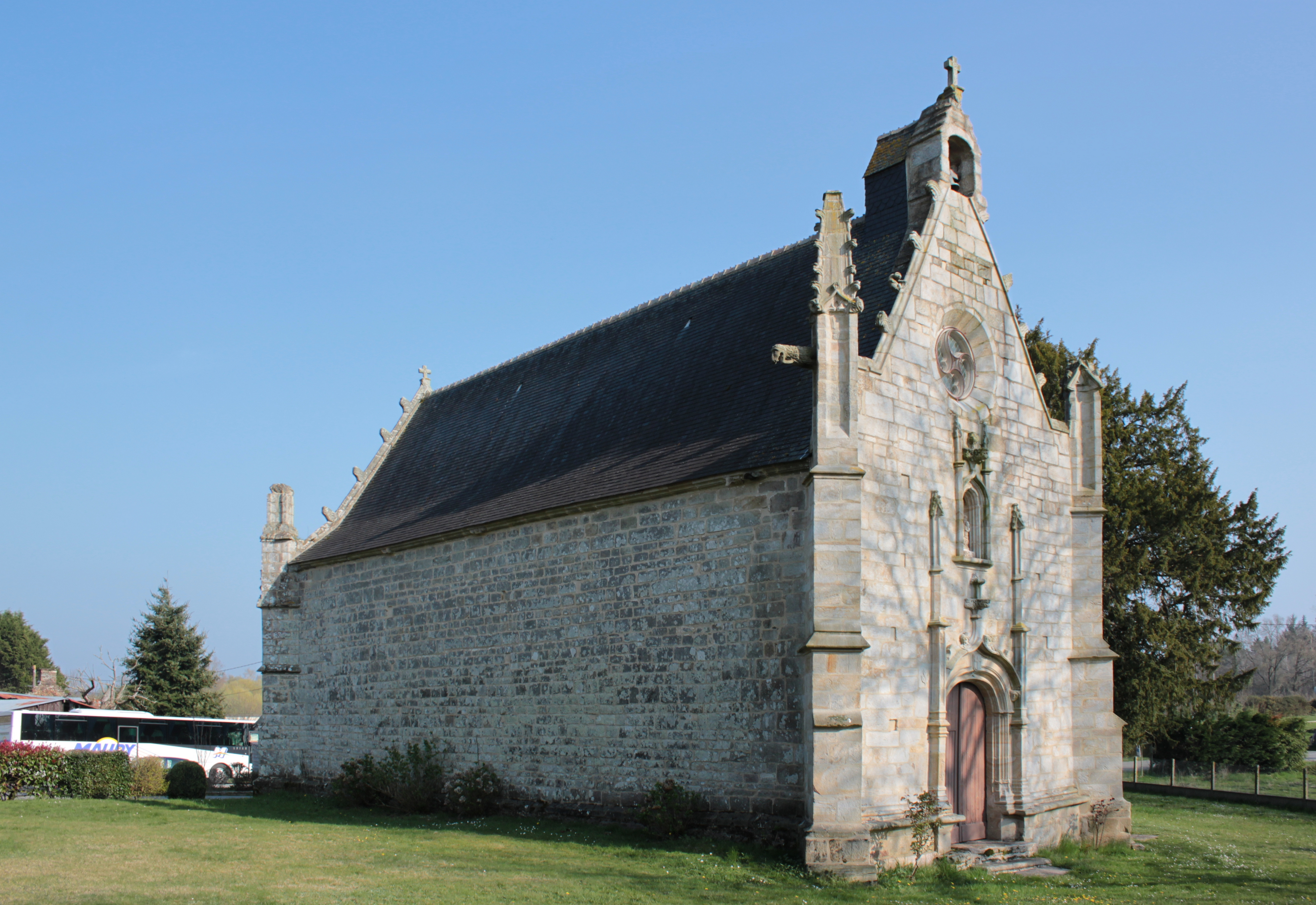
Vue sud-ouest,
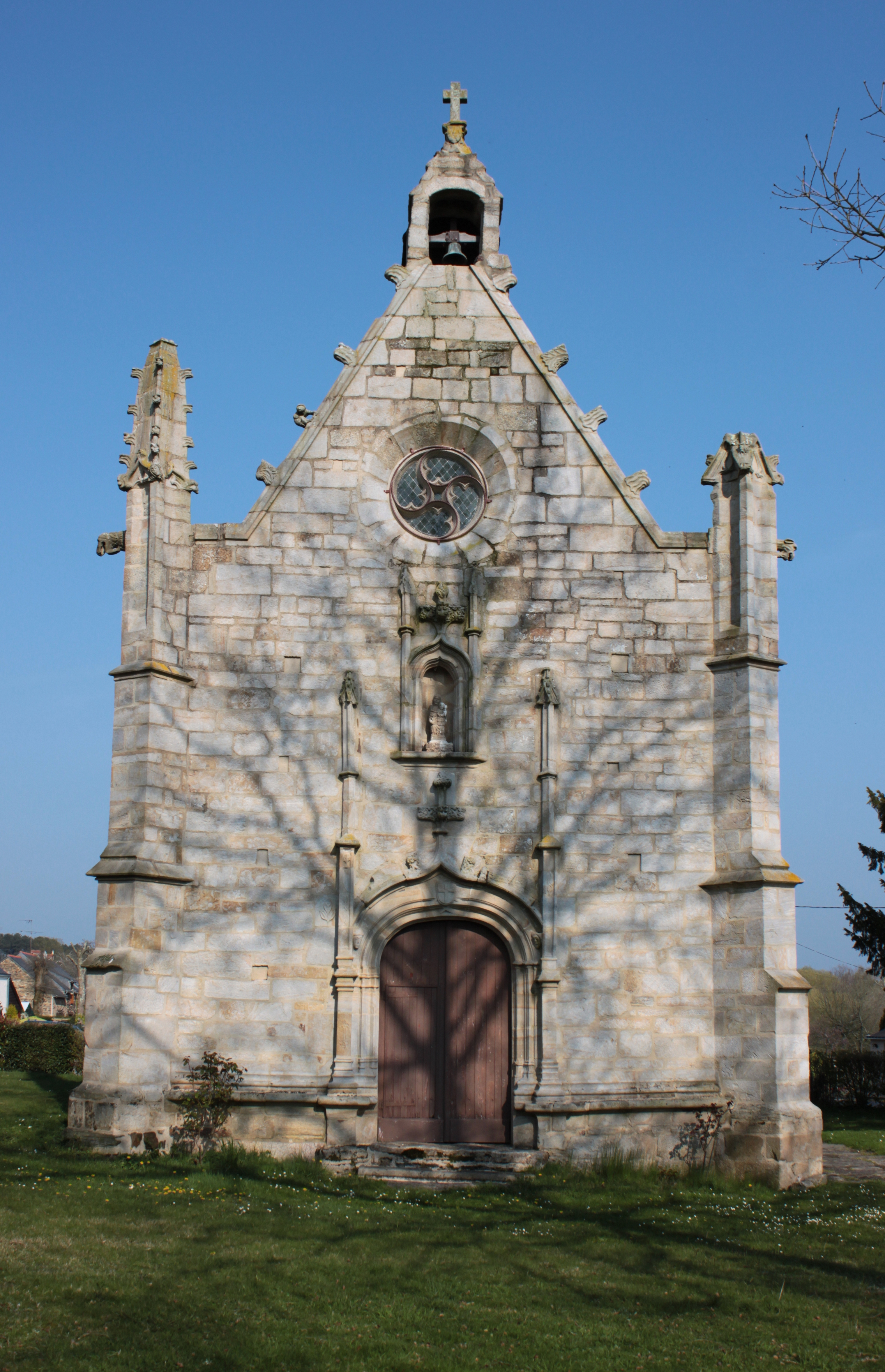
Chapelle Sainte-Anne, façade Sud.
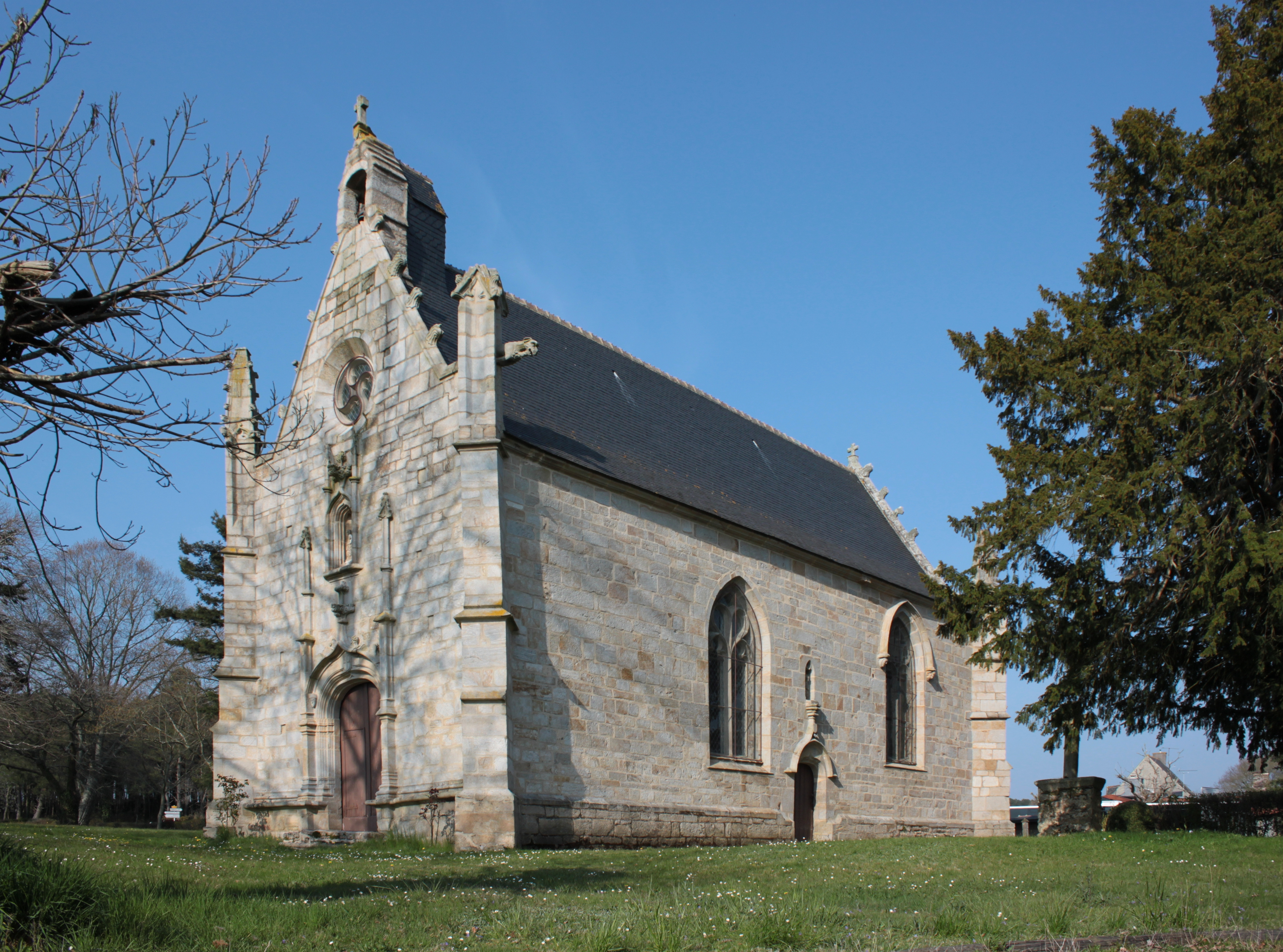
Chapelle Sainte-Anne, vue sud-est.
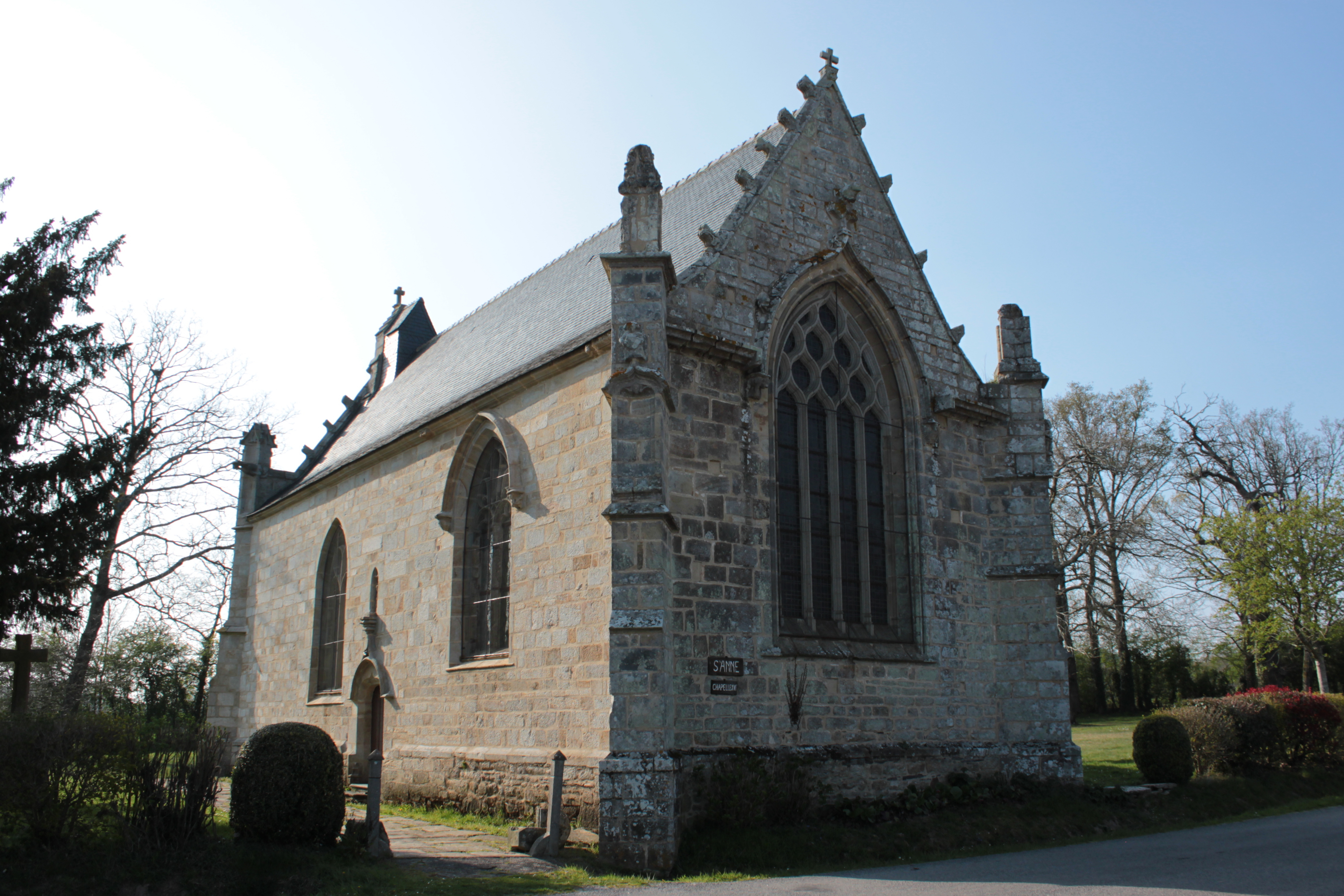
Vue nord.
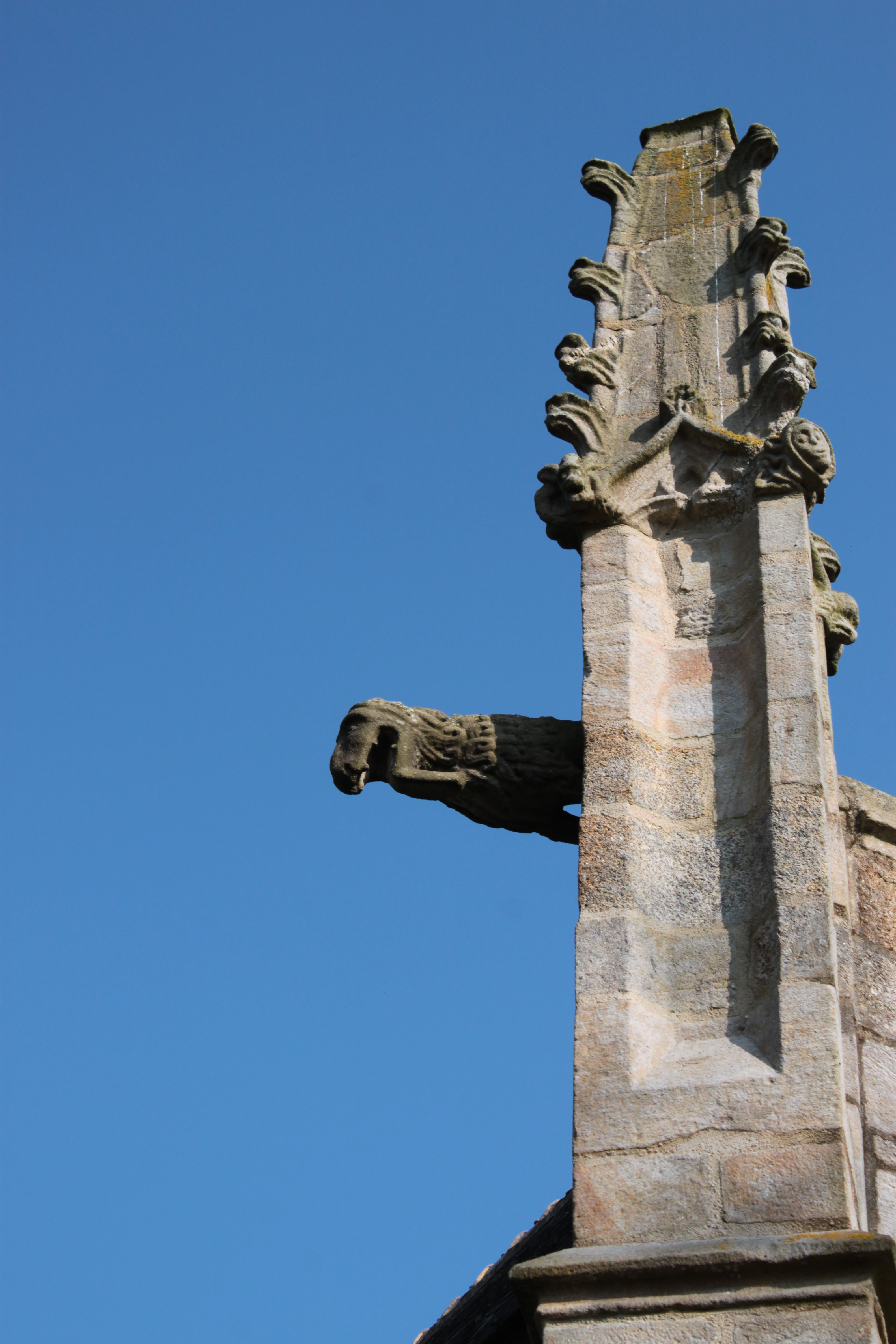
Chapelle Sainte-Anne, gargouille.
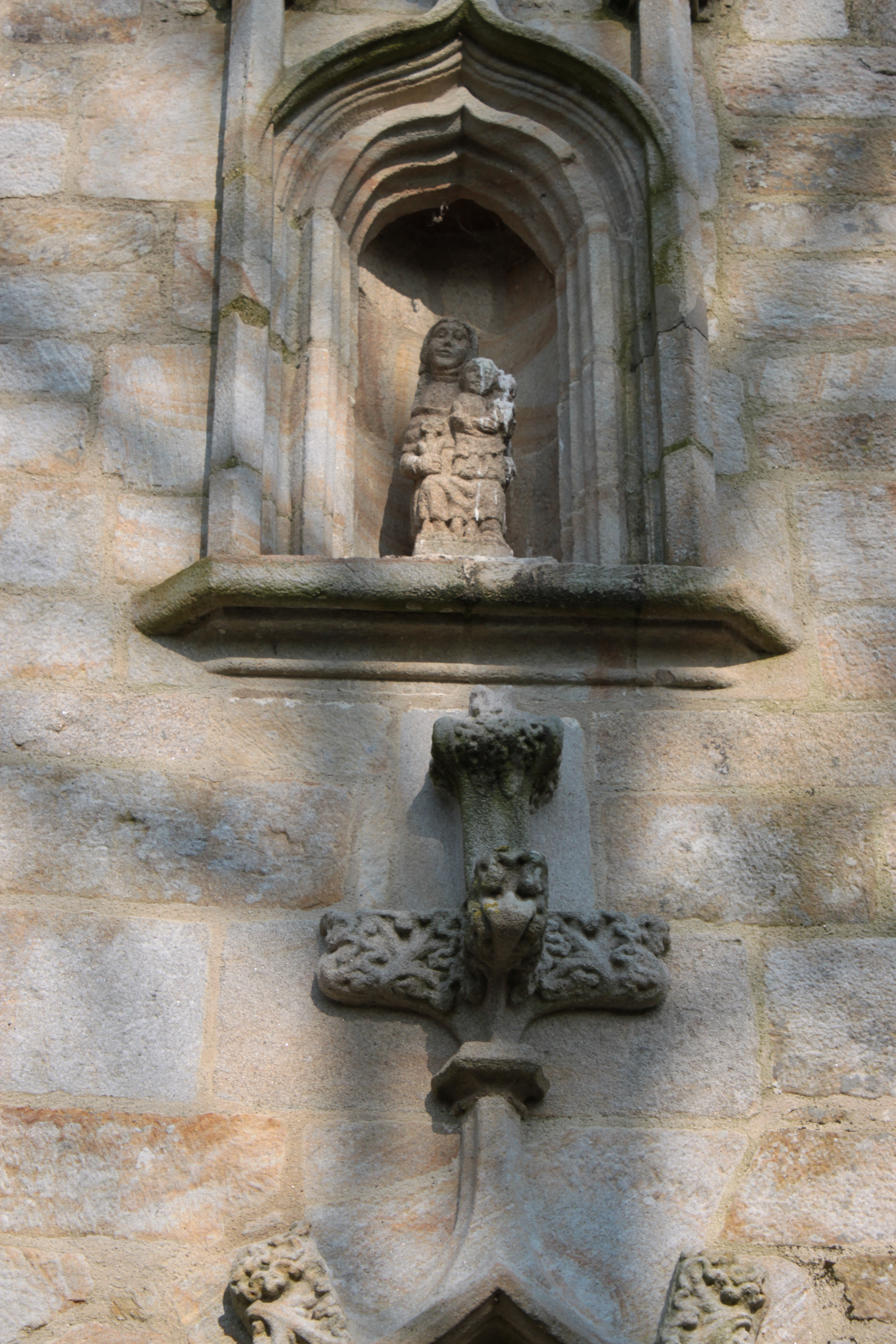
Chapelle Sainte-Anne, statue de Sainte-Anne, au-dessus de la porte Sud.
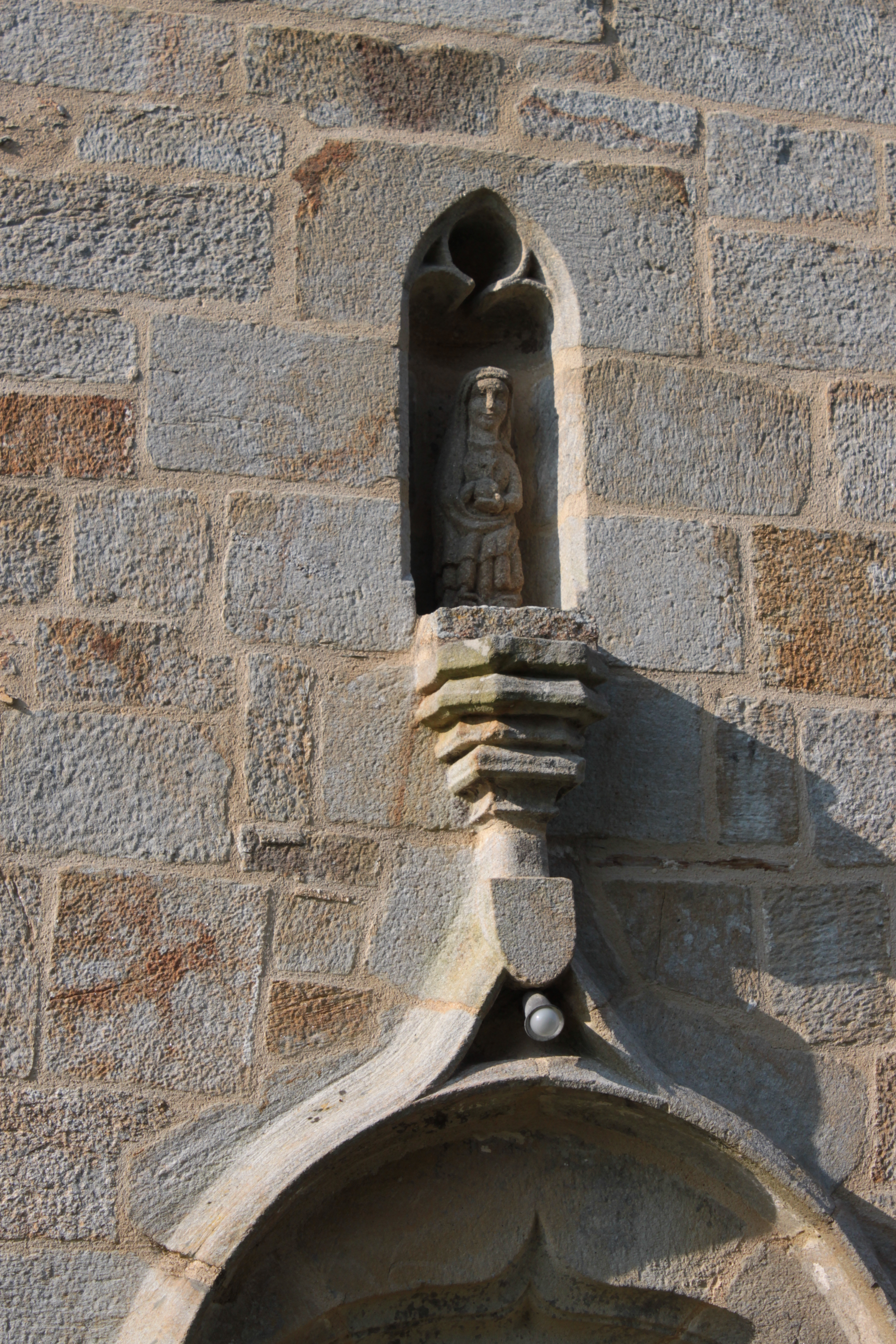
Chapelle Sainte-Anne, détail de la porte Est.
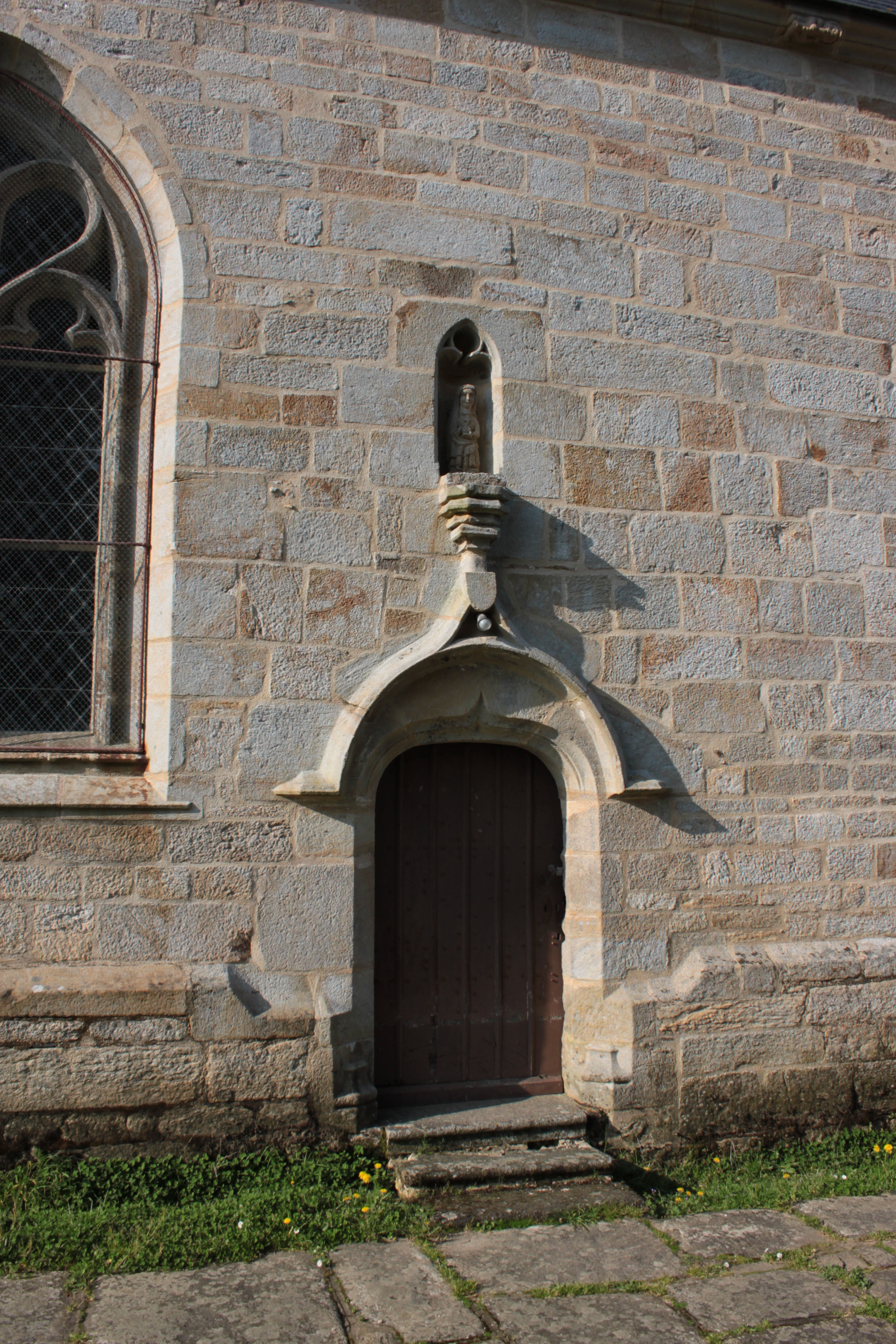
Chapelle Sainte-Anne, porte Est.
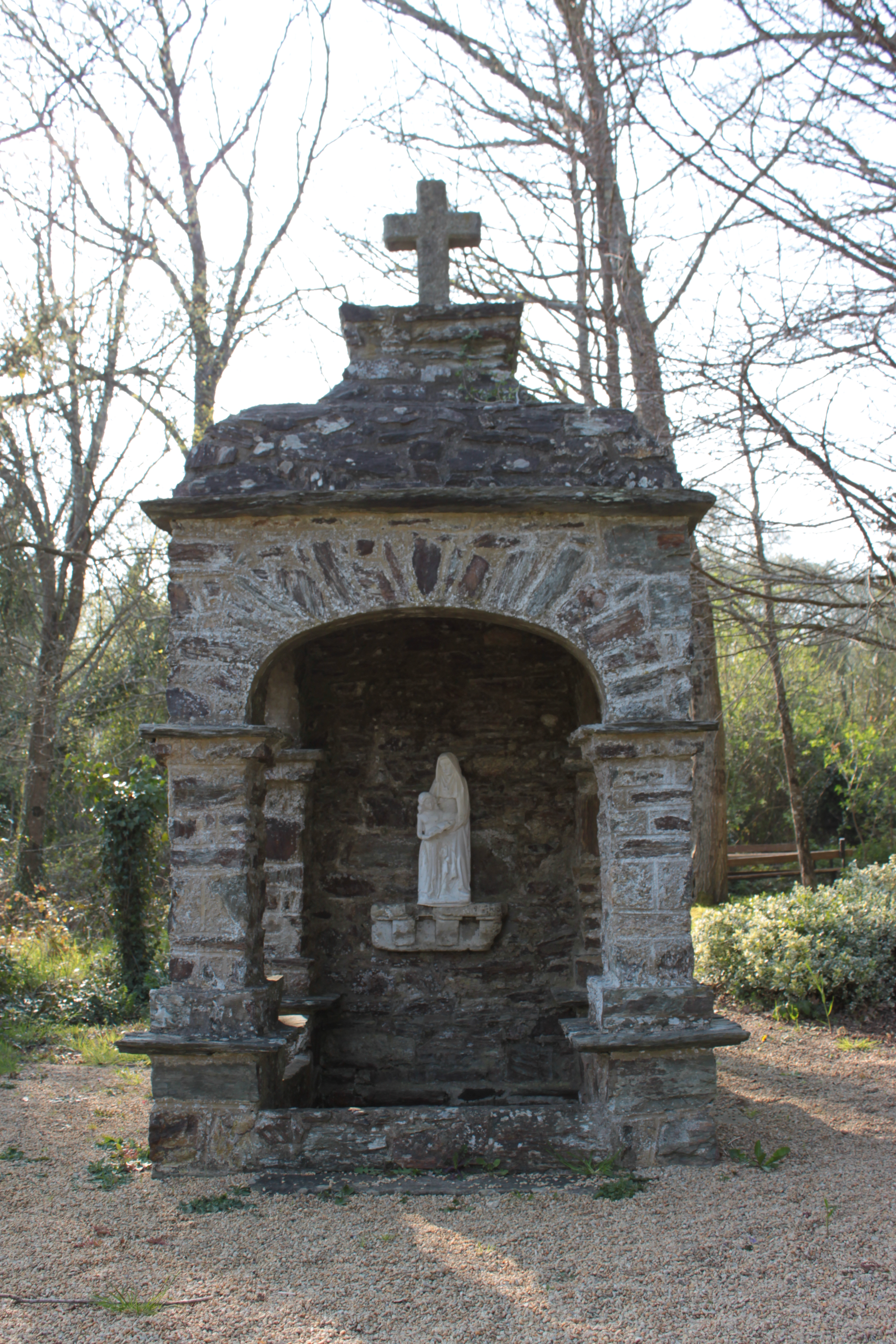
Fontaine de la chapelle Sainte-Anne.
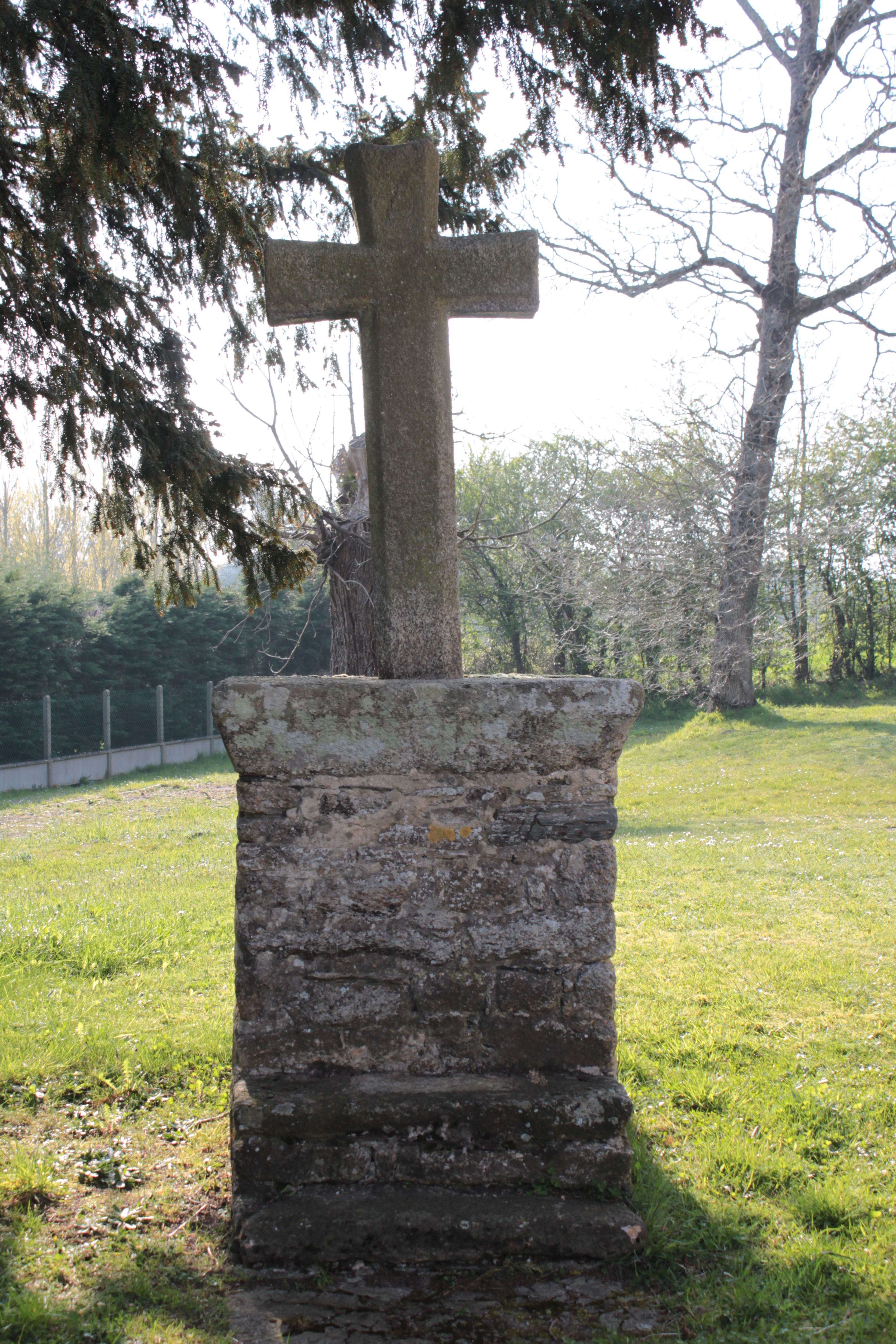
Croix de la chapelle Sainte-Anne.

## Personnalités liées à la commune
- Jean Péraud, photographe de guerre.
- Tugdual de Saint-Dolay (1917-1968), Jean-Pierre Danyel de son nom de naissance, y vécut en ermite depuis 1955 jusqu'à sa mort. Il est le fondateur de l'Église orthodoxe celtique.